# François Mauriac
François Mauriac (11 tháng 10 năm 1885 – 1 tháng 9 năm 1970) là nhà văn, nhà thơ Pháp đoạt giải Nobel Văn học năm 1952.

## Tiểu sử
François Charles Mauriac sinh ở Bordeaux, trong một gia đình buôn rượu vang giàu có, mồ côi bố khi chưa đầy hai tuổi. Sau khi tốt nghiệp trung học, Mauriac vào học văn học tại Đại học Bordeaux, tốt nghiệp năm 1905 với bằng thạc sĩ. Sau chuyển đến Paris, vào học trường École nationale des chartes năm 1908; sau một số thành công ban đầu, ông bỏ học, chuyên làm báo và sớm trở thành nhà văn độc lập. Năm 1909, theo lời khuyến khích của tòa soạn báo Temps présent (Thời đại chúng ta), Mauriac xuất bản tập thơ đầu tiên Les Mains jointes (Những bàn tay gắn kết), nhưng phải đến năm 1922 ông mới nổi tiếng là nhà viết tiểu thuyết có tài với cuốn Le Baiser aux lépreux (Nụ hôn cho người hủi).
Trong Chiến tranh thế giới thứ nhất, tuy không phải nhập ngũ vì lý do sức khỏe, François Mauriac vẫn tình nguyện tham gia tổ chức Hồng thập tự, phục vụ trong quân y viện hai năm ở Balcan, năm 1918 mới giải ngũ. Trong thập niên 1920, ông viết hàng loạt tiểu thuyết, trong đó có cuốn Le Désert de l'amour (Sa mạc tình yêu) được tặng giải thưởng cao nhất của Viện Hàn lâm Pháp. Thérèse Desqueyroux (1927) cũng là tác phẩm thành công, được giới phê bình coi là tiểu thuyết Pháp hay nhất đầu thế kỉ 20. Ổ rắn độc (1932) kể về một bi kịch gia đình với nghệ thuật phân tích tâm lý sâu sắc được coi là điểm đỉnh trong sáng tác của Mauriac. Năm 1933, nhà văn được bầu vào Viện Hàn lâm Pháp.
Thời kỳ Chiến tranh thế giới thứ hai, François Mauriac tham gia chống phát xít Đức chiếm đóng Pháp, ủng hộ Charles de Gaulle. Tiểu thuyết Le Cahier noir (Cuốn sổ đen) được trao tặng huy chương Bắc Đẩu Bội Tinh. Sau năm 1945, Mauriac làm đại diện Pháp trong tổ chức UNESCO. Lần đầu tiên ông được đề cử tặng giải Nobel vào năm 1946, nhưng phải 6 năm sau mới được trao giải. Từ đó đến cuối đời, Mauriac xuất bản thêm 2 cuốn tiểu thuyết, hàng loạt hồi ký (chủ yếu về de Gaulle) và làm báo. Nhà văn mất tại Paris năm 1970.

## Tác phẩm
- Les Mains jointes (Những bàn tay gắn kết, 1909), thơ
- L'Enfant chargé de chaines (Đứa con dưới gánh nặng xích xiềng, 1911), tiểu thuyết
- La chair et le sang (Thịt và máu, 1920), tiểu thuyết
- Le Baiser aux lépreux (Nụ hôn cho người hủi, 1922), tiểu thuyết
- Le Fleuve de feu (Sông lửa, 1923), tiểu thuyết
- Genitrix (Bà cụ tổ, 1923), tiểu thuyết
- Orages (Giông tố, 1925), thơ
- Le Désert de l'amour (Sa mạc tình yêu, 1925), tiểu thuyết
- Ce qui était perdu (Điều đã mất, 1926), kí
- Thérèse Desqueyroux (1927), tiểu thuyết
- Souffrances du Chrétien (Những đau khổ của một tín đồ Kitô giáo, 1928), tiểu luận
- Dieu et Mammon (Chúa và Mammon, 1929), tiểu luận
- Souffrances et Bonheur du Chrétien (Đau khổ và niềm vui của một tín đồ Kitô giáo, 1931)
- Le Nœud de vipères (Ổ rắn độc, 1932), tiểu thuyết
- Le Mystère Frontenac (Bí ẩn nhà Frontenac, 1933), tiểu thuyết
- La Fin de la nuit (Đêm tàn, 1935), tiểu thuyết
- Anges noirs (Các thiên thần đen, 1936), truyện
- La vie de Jésus (Đời Jésus, 1936), tiểu luận
- Plongées (Lặn dưới nước, 1938), tập truyện
- Asmodée (1938), kịch
- Les chemins de la mer (Những con đường của biển, 1939), truyện
- Sang d'Atys (Máu Atys, 1940), thơ
- La pharisienne (Người đàn bà đạo đức giả, 1941), kịch
- Le Cahier noir (Cuốn sổ đen, 1943), tiểu thuyết
- Journal (Nhật ký, 1934-1950), hồi kí
- L'Agneau (Con cừu non, 1954), tiểu thuyết
- Mémoires intérieurs (Hồi ký nội tâm, 1959), luận văn
- Ce que je crois (Điều tôi tin, 1962), hồi kí
- Nghiên cứu về Charles de Gaulle (1964)
- Un adolessent d'autrefois (Một đứa trẻ ngày nào, 1969), tiểu thuyết
- Trois récits (Ba câu chuyện), tập truyện ngắn